# Норвежское течение
Норве́жское тече́ние — тёплое течение в Норвежском море на глубине от 50 до 100 м.
Течение является ветвью Северо-Атлантического течения. Солёность воды течения достигает 35,2 ‰. Температура воды летом +10…+12 °C, зимой +4…+6 °C. Средняя скорость течения 1,1 км/ч.
Норвежское течение оказывает смягчающее воздействие на погоду и климат Скандинавии.
Частью Норвежского является Нордкапское течение и Шпицбергенское течение, разделение ветвей течения происходит в точке 67° северной широты и 3° восточной долготы (67° с. ш. 3° в. д.).